# Villaviciosa de Odón
Villaviciosa de Odón er en by og kommune i det centrale Spanien i Madrid-regionen. Den har et indbyggertal på 29.273 (2024) indbyggere.